# リーム・ケリー
リーム・ケリー（Liam Kelly，1995年11月22日 - ）は、イングランド・ハンプシャー州ベイジングストーク出身でアイルランド国籍のサッカー選手。ポジションはミッドフィールダー。ロッチデールAFC所属。

## 経歴
9歳からレディングFCのユースでプレーし、2013年11月に17歳で初のプロ契約を結んだ。2016年2月に1ヵ月間バース・シティFCにレンタルされた。レンタル期間はそのまま1ヵ月間延長、さらに2015-2016シーズン終了まで再延長された。2016年10月22日にヤープ・スタム監督の下でロザラム・ユナイテッドとのリーグ戦にスタメンでデビューした。2016年末には2019年まで契約を延長した。3日後のブリストル・シティ戦では0-2のビハインドから1-2のゴールを決めて自身初得点、さらにロスタイムの3-2の決勝点をアシストした。2017年7月に2020年まで契約を延長した。
2019年7月、スタムが監督に就任したフェイエノールトに3年契約で移籍した。2020年1月8日、オックスフォード・ユナイテッドFCに2019-20シーズン終了までレンタルされた。2020年8月21日、レンタルがもう1シーズン延長された。
2021年8月24日、ロッチデールAFCに2年契約で移籍した。